# Zena Marshall
Cet article possède un paronyme, voir Zenia Marshall.
Pour les articles homonymes, voir Marshall.
Zena Marshall est une actrice britannique, née le 1er janvier 1926 à Nairobi (Kenya) et morte le 10 juillet 2009 à Londres (Angleterre).

## Biographie
Zena Marshall apparaît pour la première fois dans César et Cléopâtre, dans un petit rôle. Elle joue par la suite dans une quinzaine d'autres films jusqu'en 1971. Elle fait également de nombreuses apparitions dans des téléfilms.
Mariée plusieurs fois, elle n'a pas eu d'enfants.
Zena Marshall meurt en 2009 après une courte maladie, âgée de 83 ans.

## Filmographie partielle
- 1945 : César et Cléopâtre, de Gabriel Pascal
- 1947 : Au bout du fleuve (The End of the River) de Derek N. Twist
- 1948 : Miranda
- 1948 : Sleeping Car to Trieste (en)
- 1949 : Les Amours de Lord Byron (The Bad Lord Byron) de David MacDonald
- 1949 : The Lost People de Bernard Knowles et Muriel Box
- 1949 : Marry Me!
- 1950 : Si Paris l'avait su (So Long at the Fair), d'Antony Darnborough et Terence Fisher
- 1950 : Soho Conspiracy (en)
- 1951 : Hell is Sold Out
- 1955 : Three Cases of Murder (en)
- 1962 : James Bond 007 contre Dr No (Dr No), de Terence Young
- 1965 : Ces merveilleux fous volants dans leurs drôles de machines (Those Magnificent Men in their Flying Machines, or How I Flew from London to Paris in 25 Hours and 11 Minutes), de Ken Annakin
- 1967 : The Terrornauts, de Montgomery Tully